# Het Ivoren Rijk
Het Ivoren Rijk (Empire of Ivory) is een fantasyboek van de Britse schrijfster Naomi Novik uit 2007 en het vierde deel van de Temeraire-reeks.
De Temeraire-verhalen spelen zich af ten tijde van de napoleontische oorlogen; de door Napoleon gevoerde oorlogen tussen 1804 en 1815, maar in een alternatieve wereld waarin draken bestaan. Deze draken worden door zowel Frankrijk als Engeland gebruikt in de oorlog.

## Verhaal
Na hun thuiskomst in Groot-Brittannië blijken de Engelse draken zwaar ziek te zijn. Temeraire en enkele wilde draken zijn de enige hoop die het land heeft om de legers van Napoleon af te slaan. Maar de enige remedie voor de ziekte is te vinden in donker Afrika, een klus voor de dappere Temeraire...

## Temeraire-reeks
- 2006 - Temeraire (His Majesty's Dragon)
- 2006 - De Jaden Troon (Throne of Jade)
- 2006 - De Buskruitoorlog (Black Powder War)
- 2007 - Het Ivoren Rijk (Empire of Ivory)
- 2008 - De Zege van de Adelaars (Victory of Eagles)
- 2010 - Tong Van De Draak (Tongues of Serpents)